# Polycarpaea carnosa
Polycarpaea carnosa es una especie de fanerógama perteneciente a la familia de las cariofiláceas.

## Descripción
Es una planta colgante litófita con las hojas glabras, diferenciándose porque posee hojas orbiculares, glaucas, carnosas y con el ápice obtuso.

## Distribución
Es un endemismo de Tenerife y Gran Canaria, donde se encuentra la var.carnosa y de La Gomera, isla en la que se encuentran la var.diversifolia Svent. y la var.spathulata Svent.

## Taxonomía
Polycarpaea carnosa fue descrita por C.Sm. ex Buch y publicado en Phys. Beschr. Canar. Ins. 142 1828.
Etimología
Polycarpaea: nombre genérico que procede del griego polys y karpos, y significa "abundante fructificación". 
carnosa: epíteto que procede del latín carnosus, que significa carnoso o suculento, con referencia en este caso a la suculencia de las hojas. 
Sinonimia
- Polycarpa carnosa Kuntze	[2]